# Acsád (keresztnév)
Az Acsád az ótörök eredetű Acsa név kicsinyítőképzős régi magyar változata, aminek a jelentése: rokon.

## Gyakorisága
Az újszülötteknek adott nevek körében az 1990-es években szórványosan fordult elő. A 2000-es és a 2010-es években sem szerepelt a 100 leggyakrabban adott férfinév között.
A teljes népességre vonatkozóan a 2000-es és a 2010-es években az Acsád nem szerepelt a 100 leggyakrabban viselt férfinév között.

## Névnapok
- január 2.[2]
- május 8.[2]